# Allocosa munieri
Allocosa munieri là một loài nhện trong họ wolfspinnen (Lycosidae).
Loài này thuộc chi Allocosa. Allocosa munieri được Eugène Simon miêu tả năm 1876.